# Лазаревич, Ксения Витальевна
Ксения Витальевна Лазаревич (род. 30 декабря 1998, Гродно) — российская актриса мюзиклов, кино и театра, автор песен. Лауреат премии фестиваля мюзикла «X-41» в номинации «Лучшая артистка мюзикла» по мнению экспертного жюри за  роль Элизабет в мюзикле «Франкенштейн» (2024). Номинант международной театральной премии зрительских симпатий «Звезда Театрала» (2022) за роль Виолы в мюзикле «Винил».

## Биография
Родилась 18 декабря 1998 года в Гродно (Беларусь). Со школьных лет участвовала в театральном кружке гродненского театра юмора «Канкан». В Минске поступила на инженера, спустя полгода начала подготовку ко второй попытке в ГИТИС, поступила в 2017 году с песней «Купалiнка».
С 2023 года участник фестиваля мюзикла «X» в Москве, участница Das Musical Konzert (01.06.2025) и Les Comedies Musicales (14.06.2025), Summer Fest X (04.08.2025), с 20 ноября 2023 года участница проекта «Караоке Камикадзе». В 2024 году принимает в гастролирующем шоу «Во все Тяжкие. Из Чикаго в Мамма Мия», принимает участие в концертах Анны Лукояновой «Лукавый Вечер», Елены Каяджи «В десятку», Вилены Соколовой «Вечеринки на заднем дворе», сольном концерте Ярослава Баярунаса «Кто?» в Санкт-Петербурге (27.08.2023).
Занимается частным репетиторством актёрского мастерства. Принимала участие в 2014 году в третьем сезоне «Поющие города» в Гродно и концерте «Знай наших», пройдя в финал. В ноябре 2020 года стала лауреатом ссероссийского конкурса вокалистов «Голос России». В марте 2022 года принимала участие в шоу «Музыкальная интуиция» на канале «ТНТ».
В 2021 году окончила ГИТИС по специальности «Артист музыкального театра» мастерская Д.В. Белова. Играет в театрах «Театр мюзикла», “Театр музыкальной комедии Санкт-Петербурга”, "Мюзик-холл", "Театр наций", "Алеко". Исполнительница главных ролей в мюзиклах «Тест на Любовь», «Франкенштейн», «Винил», «Обыкновенное чудо», «Между двух миров», «Кабаре», «Холодное сердце», «Во все Тяжкие. Из Чикаго в Мамма Мия» и др. В феврале 2025 года прошла на роль Маши в музыкальный спектакль «Хищники» Валерия Виноградова, в марте была отстранена от проекта.
Ксения с 6 ноября 2023 года является автором поп-фолк музыкального проекта KCIOIII и исполняет собственные песни. 6 июля принимает участие в концерте лейбла «Индивид» в Power House. Выпустила на музыкальных платформах собственные песни: «Час назад», «Пой, милый», «Новая история», «Ночь», «Белая весна», «Воспоминание»; 2024: «До утра», «Спящая», «Слышишь»; 2025: «Корни», «Наверно», «Глаза», «Недопонимание», «Я бы», «Волна».

## Театральные работы

### Гродненский драматический театр
- 2016 — «Канкан» (Режиссёр: Вячеслав Селицкий) — Солистка[11]

### Учебный театрГИТИС(РАТИ) (2017—2021)
- 2017 — «Лес» (Режиссёр: Анна Трифонова) — Аксюша
- 2018 — «Гроза» (Режиссёр: Дмитрий Белов) — Варя
- 2018 — «Воспитанница (Режиссёр: Анна Трифонова) — Лиза
- 2018 — «Фигаро» (Режиссёр: Дмитрий Белов) — Сюзанна
- 2019 — «Сон в летнюю ночь» (Режиссёр: Фарида Белоногова) — Пак
- 2019 — «12 стульев» (Режиссёр: Фарида Белоногова) — Лиза
- 2020 — «Война и мир» (Режиссёр: Фарида Белоногова) — Наташа Ростова
- 2021 — «В джазе только девушки» (Режиссёр: Дмитрий Белов) — Мерилин Монро (Шугар)

### Завод Флакон
- 2021 — «После девяти восемь» — Герда

### Дом Гоголя
- 2021 — «Тарас Бульба» (Режиссёр: Александр Заречнев) — Прекрасная полячка[12]

## Музыкальные спектакли

### КЗ Измайлово
- 2020 — Мюзикл «Холодное сердце» (Режиссёр: Александр Фортиан) — Анна

### Санкт-Петербургский театр «Алеко»
- 2021 — Мюзикл «Приговор любви» — Николь

### Санкт-Петербургский Мюзик-холл
- 2021 — Мюзикл «Винил» (Режиссёр: Сусанна Цирюк) — Виола[13][14][15][16][17][18][19]
- 2021 — Мюзикл «Звезду заказывали?» (Режиссёр: Владимир Высоцкий) — Протеже

### ДК Выборгский
- 2022 — Музыкальный спектакль «Квартира с оранжевым ветром» (Режиссёр Валерий Владимиров) — Кори
- 2024 — Музыкальный спектакль «6 дней в браке» (Режиссёр Валерий Владимиров) — Кори

### Театр наций
- 2022 — Мюзикл «Кабаре» (Режиссёр: Евгений Писарев) — Лулу[20]

### Санкт-Петербургский ТЮЗ
- 2022 — Мюзикл «Обыкновенное чудо» (Режиссёр: Алексей Франдетти) — Принцесса[21][22][23][24][25][26][27][28][29]

### Театральная Компания Глеба Матвейчука
- 2023 — Мюзикл «Микромир» (Режиссёр: Глеб Матвейчук) — Элиза Мартини («Черная вдова»)[30]

### Театр «Маска» МДМ
- 2023 — Мюзикл «Между Двух Миров» (Режиссёр: Нина Чусова) — Лия[31][32]

### Санкт-Петербургский театр музыкальной комедии
- 2023 — Мюзикл «Франкенштейн» (Режиссёр: Алексей Франдетти) — Элизабет[33][34][35]
- 2025 — Мюзикл «Хорошенькое дельце, или Непыльная работёнка» (Режиссёр: Корнелиус Балтус) — Билли Бендикс[36][37][38][39]

### Театр мюзикла
- 2024 — Мюзикл «Тест на любовь» (Режиссёр: Марина Швыдкая) — Катя[40][41][42]
- 2024 — Мюзикл «Преступление и наказание» (Режиссёр: Андрей Кончаловский) — Соня Мармеладова, ансамбль
- 2024 — Мюзикл «ПраймТайм» (Режиссёр: Марина Швыдкая) — Аня

### ПЦ ShowTime
- 2024 — Мюзикл «Песчаный словарь» — белая женщина/Фатима[43]

### ПЦ Balagan musical
- 2025 — Мюзикл «Тик-так» (Режиссёр: Денис Беляков, Полина Нахимовская) — Сьюзен Уилсон

### Фильмография
- 2017 — «Храни тебя любовь моя» Художественный фильм Режиссёр: Армен Арутюнян-Елецкий — медсестра (нет в титрах) [44]
- 2018 — студенческая работа ВГИК «Ботл» «Чужой праздник» Короткометражный фильм Режиссёр: Александр Бердов — Настя — главная роль
- 2020 — «Тик ток тик так» Короткометражный фильм Режиссёр: Анастасия Гош — Вика — главная роль
- 2020 — «Подозрительные соседи» Сериал Режиссёр: Каролина Кубринская — Света — главная роль
- 2020 — «Узы» Короткометражный фильм Режиссёр: Анастасия Воронина — Ведьма — главная роль
- 2020 — «Эго» Короткометражный фильм Режиссёр: Ксения Бедушкина — Актриса — главная роль
- 2020 — «Фанатик» ремейк Режиссёр: Овсанна Торосян — Карла — главная роль
- 2020 — «Знаки судьбы-4» Режиссёр: Каролина Кубринская — Света — главная роль
- 2021 — «13 стульев» (короткометражный фильм) – Мари
- 2021 — ремейк «Секретарша» — секретарша
- 2021 — «Атака» (короткометражный фильм) —  Фая — главная роль
- 2021 — «Подруги» Сериал Режиссёр: Павел Ходнев — Ксения — главная роль
- 2021 — «Клип Александра Наумчика» Режиссёр: Павел Кочев — Лилия — главная роль
- 2021 — «В этом городе, в снежный февраль» Короткометражный фильм Режиссёр: Александр Блоиченков — Таня — вторая главная роль
- 2021 — «На мизинчиках» (короткометражный фильм) Режиссёр: Кирилл Смирнов — Ольга Николаевна — главная роль
- 2022 — «Смычок» сериал — эпизод
- 2023 — «Некрасивая подружка – 17. Тёмная лошадка» сериал — Лиза
- 2023 — «Чёрное солнце» сериал Режиссёр: А.Носатова — Лариса (нет в титрах)

## Озвучивание и дубляж
- 2019 — «Маугли» — Багира/мартышки
- 2019 — «Морозко» — Марфушка
- 2020 — «Узы» — Ведьма Режиссёр: Анастасия Воронина

## Награды
- 2019 — Театральная ассамблея "Орфей"
- 2019 — Актерская школа Шекветили. Лауреат
- 2020 — Всероссийский открытий дистанционный вокальный конкурс «Голоса России» в номинации «Эстрадное пение». Лауреат I степени (13.12.2020, Краснодар)
- 2022 — Номинант XV ежегодной международной театральной премии зрительских симпатий «Звезда Театрала» (лонг-лист) в номинации «Лучшая женская роль» за роль Виолы в мюзикле «Винил»
- 2024 — Лауреат премии фестиваля мюзикла «X-41» в номинации «Лучшая артистка мюзикла» по мнению экспертного жюри